# Тийф, Отто
О́тто Ти́йф (встречаются также написания Тиф, Тииф; эст. Otto Tief; 14 августа 1889, хутор Силдема, деревня Уускюла близ Раппеля, Эстляндская губерния, Российская империя (ныне Рапламаа, Эстония) — 5 марта 1976, Ахья, Пылваский район, ЭССР, СССР) — эстонский военный и политик; согласно современной официальной эстонской точке зрения — последний законный премьер-министр Эстонии (1944) до восстановления в 1991 году её государственности

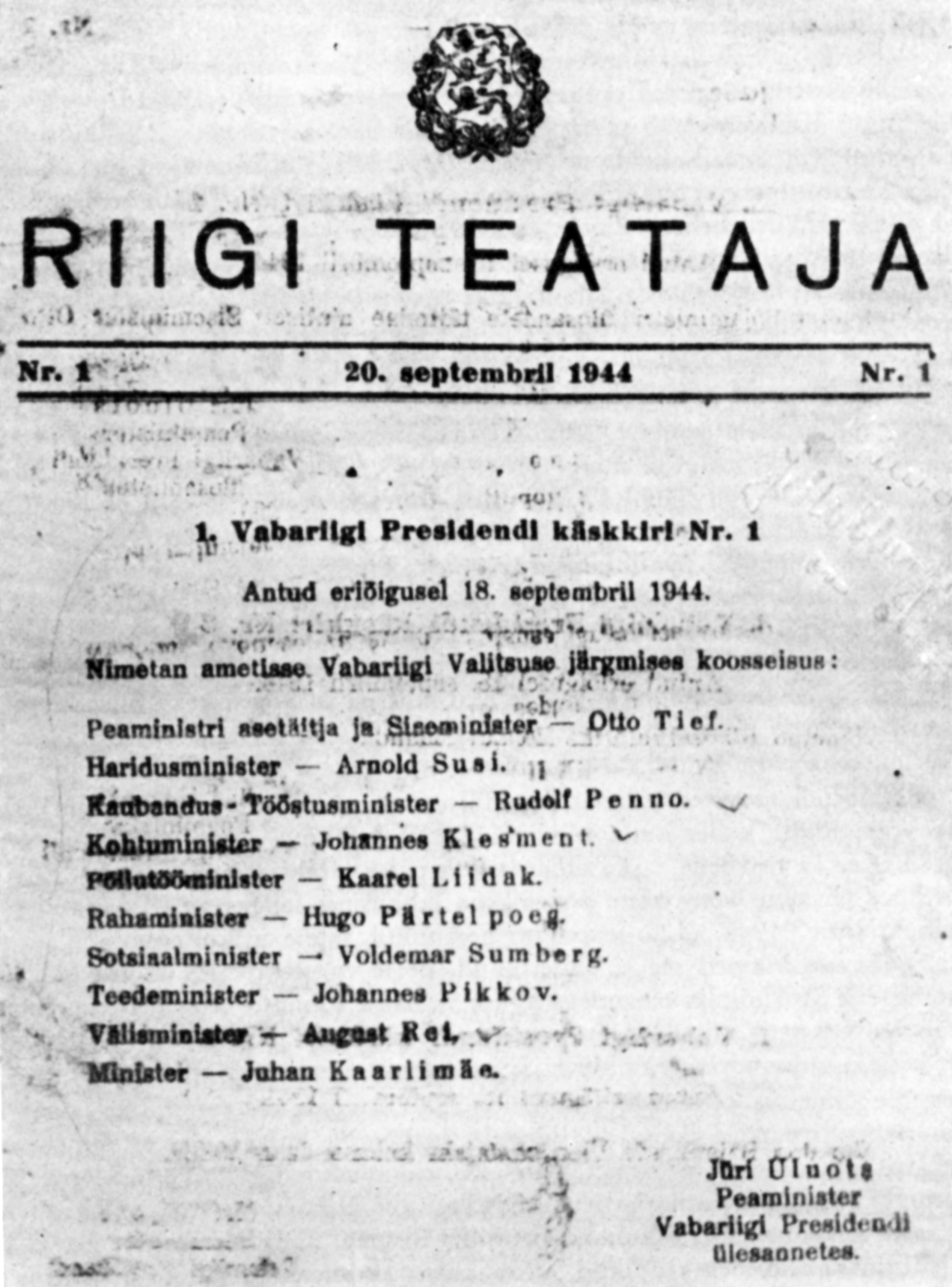
Состав правительства Эстонии во главе с Отто Тийфом, утверждённого 18 сентября 1944 года, был опубликован в официальном издании правительства «Riigi Teataja»

## Биография
Родился на хуторе Силдема, близ Раппеля (ныне уезд Рапламаа Эстонии), в крестьянской семье.
Работал землемером, затем учился на юридическом факультете Петроградского университета (1910—1916), в 1916 окончил временную военно-инженерную школу. Служил в звании прапорщика в 10-м понтонном батальоне на Рижском фронте (1917—1918).

### В годы первой Эстонской Республики 1918—1940
В 1917—1918 годах принимал участие в формировании Вооружённых сил Эстонии. Во время Освободительной войны Эстонии дослужился до звания капитана.
В 1926—1929 годах — депутат Государственного собрания III созыва.
С августа 1926 до марта 1927 — министр труда и социального обеспечения во втором кабинете Яана Теэманта, с марта по декабрь 1927 — министр юстиции в третьем кабинете Я. Теэманта.
Начиная с 1928 года работал присяжным поверенным и юрисконсультом Земельного банка в Таллине.
В 1932—1937 годах — депутат Государственного собрания V созыва от Объединенной аграрной партии (фактически Госсобрание не созывалось после 2 октября 1934 года).

### Деятельность во время немецкой оккупации 1941—1944
В первый год немецкой оккупации Эстонии в ходе Второй мировой войны работал юрисконсультом Земельного банка. В марте 1944 года вошёл в Национальный комитет Эстонии, а с августа по сентябрь 1944 года являлся его председателем.

### Правительство Отто Тийфа
18 сентября 1944 года возглавил Правительство Эстонской Республики, вошедшее в историю Эстонии как
Правительство Отто Тийфа, просуществовавшее два дня в период между отступлением германских войск из Таллина и его занятием советскими войсками.
В современной эстонской историографии Правительство Отто Тийфа рассматривается как законное правительство Эстонии.
Покидая Таллин, Правительство Тийфа последнее своё заседание провело 22 сентября в деревне Пыгари. Судно, которое должно было подойти к обозначенному месту, чтобы эвакуировать их через Балтику, из-за проблем с двигателем не смогло прибыть вовремя. Большинство официальных лиц, в том числе и Тийф, были задержаны наступающими советскими войсками, а потом приговорены к большим срокам заключения (а Юхан Рейго и Эндель Инглист расстреляны).

### Отто Тийф в советское время (1944—1976)
10 октября 1944 года арестован НКВД и 3 июня 1945 года приговорён Военной коллегией Верховного суда СССР к 10 годам заключения.
После отбытия заключения в Казахстане вернулся в Эстонию в 1955 году. В 1958 году, после отказа сотрудничать с КГБ, был вынужден покинуть родину и поселился у родственников в городе Моспино (Сталинская область). Проживая на Украине, Тийф посещал Эстонию каждое лето, за что неоднократно вызывался для разбирательства в КГБ, где ему было предложено разрешение на выезд в Швецию в обмен на согласие сотрудничать с советскими спецслужбами.
С 1965 года проживал в приграничном с Эстонией латвийском городе Айнажи, где до начала 1920-х годов превалировало эстонское население. В последний год жизни вернулся в Эстонию, где лечился в больнице посёлка Ахья, в которой умер 5 марта 1976 года.
Был похоронен на Пярнамяэском кладбище в Таллине, но 4 апреля 1993 года его перезахоронили на таллинском Лесном кладбище.

## Семья
В 1927 году женился на Эмилии Кунтлер; дети — сын Яан и дочери Лилиан, Астрид-Анк и Тийу.